# فرانسيسكو ماناسيرو
فرانسيسكو ماناسيرو (بالإسبانية: Francesco Manassero) هو لاعب كرة قدم ومدرب كرة قدم بيروفي في مركز الوسط، ولد في 12 أبريل 1965 في ليما في بيرو. شارك مع منتخب بيرو لكرة القدم. أما مع النوادي، فقد لعب مع خوان أوريتش وديبورتيفو بيريرا وديبورتيفو وانكا ولاسيرينا ونادي بشكتاش ونادي دندي ونادي سبورتينغ كريستال ونادي ميلغار أريكيبا ونادي يونيفرسيتاريو.

## وصلات خارجية
- فرانسيسكو ماناسيرو على موقع اتحاد تركيا (لاعب) (الإنجليزية)
- فرانسيسكو ماناسيرو على موقع قاعدة بيانات كرة القدم.إي يو (الإنجليزية)
- فرانسيسكو ماناسيرو على موقع ناشيونال فوتبول تيمز (الإنجليزية)